# Liste gambischer Schriftsteller
Die Liste gambischer Schriftsteller führt Schriftsteller, Lyriker und Fachbuchautoren auf, die aus Gambia oder der ehemaligen britischen Kolonie stammen oder dort leben.

## B
- Badjan-Young, Janet (* 1937)
- Bah, Alieu (Immortal X)
- Bah, Essa
- Bah, Musa
- Baldeh, Fodeh (* 1948)
- Baldeh, Nyada Yoba
- Balora, Rohey
- Banutu-Gomez, Michael Ba
- Barry, Cherno Omar
- Bojang, Dembo Fanta
- Bojang, Sheriff, Sr. (* 1974)
- Bojang, Sukai Mbye (* 1955)

## C
- Camara, Saihou
- Carr, Latirr
- Ceesay, Ebrima
- Ceesay, Hassoum, Sr. (1944–2010)
- Ceesay, Hassoum (* 1971)
- Ceesay, Momodou (* 1945)
- Ceesay, Omar N. K.
- Ceesay, Saikou S. (auch Saikou Ceesay)
- Cham, Omar Champion
- Cole, David
- Colley, Essa S.
- Conateh, Swaebou (1944–2018)
- Conton, William

## D
- D’Almeida, Ralphina († 2017)
- Dampha, Lanfafa (* 1965) (oder Lang Fafa Dampha)
- Demba, Ndey Kumba
- Dibba, Ebou (1943–2000)
- Drammeh, Seedy
- Drammeh, Wuyeh

## F
- Faal, Dawda E.
- Faal, Samba (* 1950er)
- Fofana, Famara
- Forster, Dayo

## G
- Gajigo, Ousman
- Gaye, Cherno
- Gaye, Ebou Ibrahim (* 1968) (auch Ebou Gaye)
- Gomez, Cornelius
- Gomez, Pierre
- Gomez, Mary Caroline
- Grey-Johnson, Nana (* 1951)

## H
- Hydara, Talibeh

## J
- Jabang, Juka
- Jagne, Siga Fatima
- Jallow, Baba Galleh
- Jallow, Hassan Bubacar (* 1951)
- Jallow, Musa (* 1963) (auch Musa E. Jallow)
- Jarju, Momodou
- Jatta, Cherno (* 1956)
- Jawara, Aisha
- Jawara, Augusta H. (1924–1981)
- Jawo, Demba A. (* 1950er)
- Jeng, Abdou
- Jeng, Papa
- Jobe, Aji Ndumbeh
- Johnson, Matilda (* 1958)
- Joof, Joseph Henry (* 1960)

## K
- Kejera, Modou Lamin
- Khan, Mariama (* 1977)
- Kujabi, Salifu

## L
- Langley, J. Ayo (1943–2007)

## M
- Mahoney, Augusta (1924–1981)
- Mahoney, Florence (* 1929)
- Mamburay, Yankuba
- Mbaye, Fafa Edrissa

## N
- Ndong-Jatta, Ann Therese (* 1956)
- Njie, Cherno M.
- Nyang, Sulayman S. (1944–2018)

## O
- Othman, Ramatoulie

## P
- Peters, Lenrie (1932–2009)
- Phillott-Almeida, Ralphina († 2017)

## R
- Roberts, Benjamin
- Roberts, Gabriel J. (* 1929)

## S
- Sabally, Momodou (* um 1974)
- Saho, Bala (* 1963)
- Saidybah, Ismaila
- Saine, Abdoulaye
- Saine, Lamin K. (* 1947)
- Sall, Ebrima
- Sallah, Abdoulie (* 1944)
- Sallah, Halifa (* 1953)
- Sallah, Momodou
- Sallah, Tijan (* 1958)
- Samba, Rohey (* 1982)
- Sambou, Momodou I.
- Sanneh, Lamin E. (1942–2019)
- Sanyang, Bakary
- Sarr, Charles Thomas
- Sarr, Sheriff Samsudeen (* 1951)
- Sarr Thomas, Charles
- Sawaneh, Ebrima B.
- Secka, Michael Hamadi (* 1963)
- Senghore, Jeggan C.
- Sey, Essa Bokarr
- Sidibeh, Bakary
- Silla, Baaba (auch Baaba Sillah)
- Sillah, Amie
- Sillah, Yaya
- Singhateh, Momodou (auch * Modou F. Singhateh)
- Singhateh, Sally (* 1977)
- Sise, Khadija
- Sonko-Godwin, Patience (* 1943)
- Sowe, Modou Lamin Age-Almusaf

## T
- Touray, Lala
- Trawally, Ba Musa

## W
- Wheatley, Phillis (1753–1784)
- Wadda-Onyeabor, Mary (* 1987) (auch Mary Wadda)